# Giuseppe Ferralasco
Giuseppe 'Pino' Ferralasco (Sant'Antioco, 19 novembre 1929 – Sant'Antioco, 21 settembre 1986) è stato un politico e medico italiano.

## Biografia
Già consigliere comunale a Carloforte nel 1963, assessore e consigliere comunale nel 1967, consigliere provinciale a Cagliari nel 1970, è stato senatore socialista per tre legislature eletto nel collegio di Iglesias, sottosegretario di Stato al Turismo e Spettacolo nel Governo Fanfani V e vicepresidente del Senato. A Sant'Antioco è stata intitolata una piazza in suo onore col nome Piazza Pino Ferralasco.